# Méaulte
Méaulte is een gemeente in het Franse departement Somme (regio Hauts-de-France) en telt 1309 inwoners (2005). De plaats maakt deel uit van het arrondissement Péronne.
In 1924 opende luchtvaartpionier Henry Potez zijn vliegtuigfabriek in de gemeente. Dit werd later Stelia Aerospace waar onderdelen voor de Airbus A320 en A380 worden geproduceerd.

## Geografie
De oppervlakte van Méaulte bedraagt 10,8 km², de bevolkingsdichtheid is 121,2 inwoners per km².
De onderstaande kaart toont de ligging van Méaulte met de belangrijkste infrastructuur en aangrenzende gemeenten.

## Demografie
Onderstaande figuur toont het verloop van het inwonertal (bron: INSEE-tellingen).

## Geboren
Henry Potez (1891-1981), piloot en vliegtuigbouwer